# Nycticeinops crassulus
Nycticeinops crassulus (Thomas, 1904) è un pipistrello della famiglia dei Vespertilionidi diffuso nell'Africa subsahariana.

## Descrizione

### Dimensioni
Pipistrello di piccole dimensioni, con la lunghezza della testa e del corpo tra 45 e 51 mm, la lunghezza dell'avambraccio tra 28 e 33 mm, la lunghezza della coda tra 25 e 32 mm, la lunghezza del piede tra 5,3 e 7,5 mm, la lunghezza delle orecchie tra 9 e 13 mm, un'apertura alare fino a 22 cm e un peso fino a 8 g.

### Aspetto
Il corpo è tozzo, robusto e ricoperto da una pelliccia lunga, soffice e densa. Il colore generale del corpo varia dal marrone scuro al bruno-rossastro.  Il muso è largo e rigonfio. Le orecchie sono relativamente corte, nerastre ed arrotondate.  Il trago è leggermente più corto della metà del padiglione auricolare, con il margine anteriore dritto, quello posteriore leggermente convesso, la punta arrotondata e un piccolo lobo basale posteriore. Il pollice è corto e provvisto di un ispessimento alla base. Le membrane alari sono bruno-nerastre ed attaccate posteriormente alla base delle dita dei piedi. La coda è lunga ed inclusa completamente nell'ampio uropatagio. Il calcar ha un lobo terminale sottile ma distinto. Il pene è lungo ed esile. Il cariotipo è 2n=30 FNa=56. 

## Biologia

### Comportamento
Caccia prevalentemente sotto la volta forestale o nel sottobosco.

### Alimentazione
Si nutre di insetti.

### Riproduzione
Danno alla luce un piccolo alla volta. Femmine gravide o che allattavano sono state osservate tra febbraio e marzo ed agli inizi di ottobre in Costa d'Avorio, mentre alcuni maschi erano sessualmente attivi tra febbraio ed agosto.

## Distribuzione e habitat
Questa specie è diffusa in Camerun, Repubblica Centrafricana e Sudan del Sud meridionali; Rio Muni, Gabon, Repubblica del Congo, Repubblica Democratica del Congo settentrionale e centrale, Uganda occidentale, Kenya occidentale, Tanzania nord-occidentale e Angola centro-settentrionale.
Vive nelle foreste montane e foreste tropicali umide e secche di pianura tra 300 e 1.600 metri di altitudine.

## Conservazione
La IUCN Red List, considerato il vasto areale e la popolazione presumibilmente numerosa, classifica N.crassulus come specie a rischio minimo (Least Concern)).